# Chiesa di Santa Maria Assunta (Ciciano)
La chiesa di Santa Maria Assunta è una chiesa cattolica di Ciciano, nel territorio comunale di Chiusdino.

## Storia e descrizione
Nato intorno al XVI secolo, l'abitato di Ciciano era così esiguo da non contemplare neanche un edificio di culto. L'incremento della popolazione tra il XVII e il XVIII secolo, dovuto probabilmente a un migliore sfruttamento agricolo del piano della Merse e la conseguente crescita del borgo, determinò anche la costruzione della chiesa, eretta nel 1619.
Preceduto da una doppia scalinata laterale, l'edificio presenta una struttura classica, con la facciata intonacata e decorata da lesene laterali in mattoni, come pure in mattone è la cornice del portale e della finestra circolare. All'interno si conserva una Madonna col Bambino, scultura lignea policromata del XIX secolo, recuperata da un recente restauro.